# Zeche Bickefeld
Die Zeche Bickefeld ist ein ehemaliges Steinkohlenbergwerk in Hörde am Südufer des Phoenix-Sees. Das Bergwerk war bereits seit 1734 in Betrieb und ist auch unter den Namen Zeche Bickenfeld und Zeche Bickenfelde bekannt. Genaue Förderzahlen des Bergwerks sind nicht bekannt. Das Bergwerk gehörte zum Bergamtsbezirk Bochum und dort zum Bergrevier Hörde.

## Geschichte

### Die Anfänge
Am 3. Mai 1747 erfolgte eine erneute Mutung. Im Jahr 1754 wurde auf dem Bergwerk Stollenbau betrieben. In den Jahren 1755 und 1756 war das Bergwerk die größte Grube im Bergamt Hörde. 1755 waren 14 Bergleute und 1756 waren 15 Bergleute auf dem Bergwerk beschäftigt. Am 19. April erfolgte die Verleihung eines Längenfeldes. Das Bergwerk besaß nun auch einen Erbstollen. Am 21. Januar des Jahres 1760 wurde eine Mutung auf die beiden Kohlenbänke Bickefeld Nr. 11 und Bickefeld Nr. 12 eingelegt. Die beiden Kohlenbänke waren zuvor von dem Stollen des Bergwerks überfahren worden. Am 19. April desselben Jahres erfolgte die Belehnung der beiden Kohlenbänke. Am 11. Januar des Jahres 1761 kaufte Herr Leifmann von den Gewerken Bernd Adam Artmann und Hermann Wilberg einen Anteil von dem Bergwerk. Am 7. November 1763 ging der Abbau zu Ende. Die Rezessgelder wurden weiter gezahlt. Um das Jahr 1771 erfolgt die Stilllegung, die Berechtsame wird wieder bergfrei. Als Gewerken waren zu diesem Zeitpunkt die Herren D. J. Bielefeld, Johann Henrich Petersen, Johann Wessel Franzen, Wilhelm Büscher, Peter Schneider, Leifmann in den Unterlagen eingetragen.

### Die weiteren Jahre
Am 5. November 1777 erfolgte eine erneute Mutung aller Flöze. Die Mutung erfolgte auf der ehemaligen Berechtsame der ins Bergfreie gefallenen Zeche Bickefeld und erstreckte sich zwischen der Emscher bis an das Verlohrne Holz. Anschließend wurde unterhalb des Hellenbänker Stollens ein Stollen von der Emscher in Richtung Süden aufgefahren. Im Jahr 1786 wurde erneut ein Stollen aufgefahren. Am 24. Januar 1789 erfolgte die Verleihung der Berechtsame Bickefeld Bank. Ab 1794 war das Bergwerk außer Betrieb. Am 4. Dezember erfolgte eine Befahrung des Bergwerks. Das Bergwerk besaß 12 Flöze, die bereits mittels tonnlägiger Schächte verbaut wurden. Die Stollenlänge betrug 400 Lachter. Am 6. Juni 1802 erfolgte die Verleihung der restlichen Flöze, die unterhalb des Stollens lagen bzw. von ihm überfahren worden waren. Außerdem erfolgte mit demselben Datum die Konsolidation zur Zeche Bickefeld & Verlohrne Holz.

### Bickefeld & Verlohrne Holz
Die Inbetriebnahme der Zeche Bickefeld & Verlohrne Holz sollte, nach der Konsolidation von Bickefeld mit Verlohrne Holz, erst erfolgen, wenn die noch anstehenden Flöze durch den Clarenberger Stollen tiefer gelöst waren. Ob dies geschehen ist, ist nicht bekannt. Das Bergwerk befand sich in den Dortmunder Stadtteilen Hörde und Schüren. Die Zeche wurde auch nur Zeche Bickefeld genannt. Am 27. August 1830 und am 9. Mai 1831 erfolgte die Konsolidation zur Zeche Vereinigte Bickefeld Tiefbau.